# Петерсберг (Зале)
Петерсберг (нем. Petersberg) — община в Германии, в земле Саксония-Анхальт. Входит в состав района Зале. Подчиняется управлению Гёчеталь-Петерсберг. Население составляет 9 504 человека (на 31 декабря 2018 года). Занимает площадь 102,68 км². Община подразделяется на 21 сельский округ.

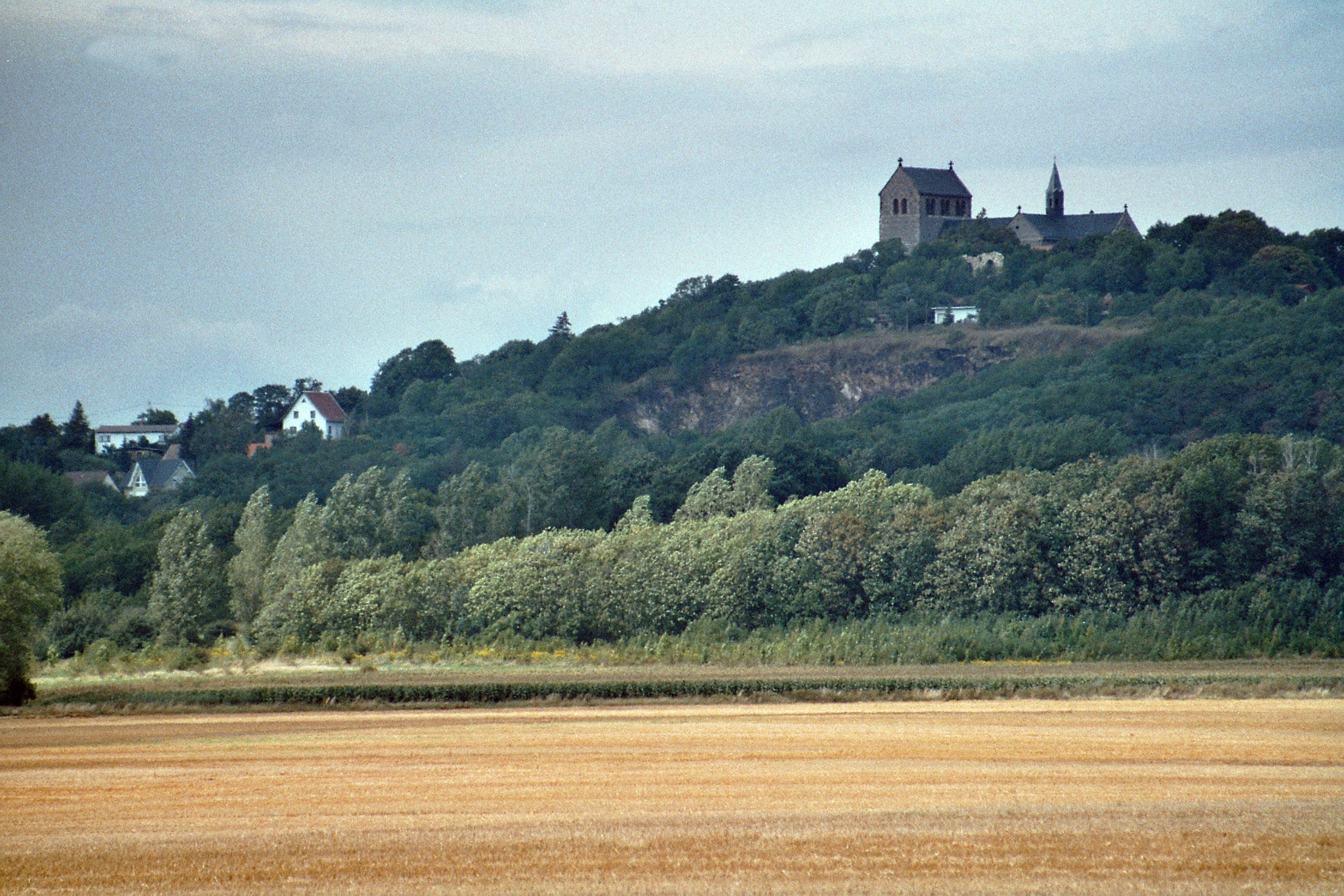
Петерсберг
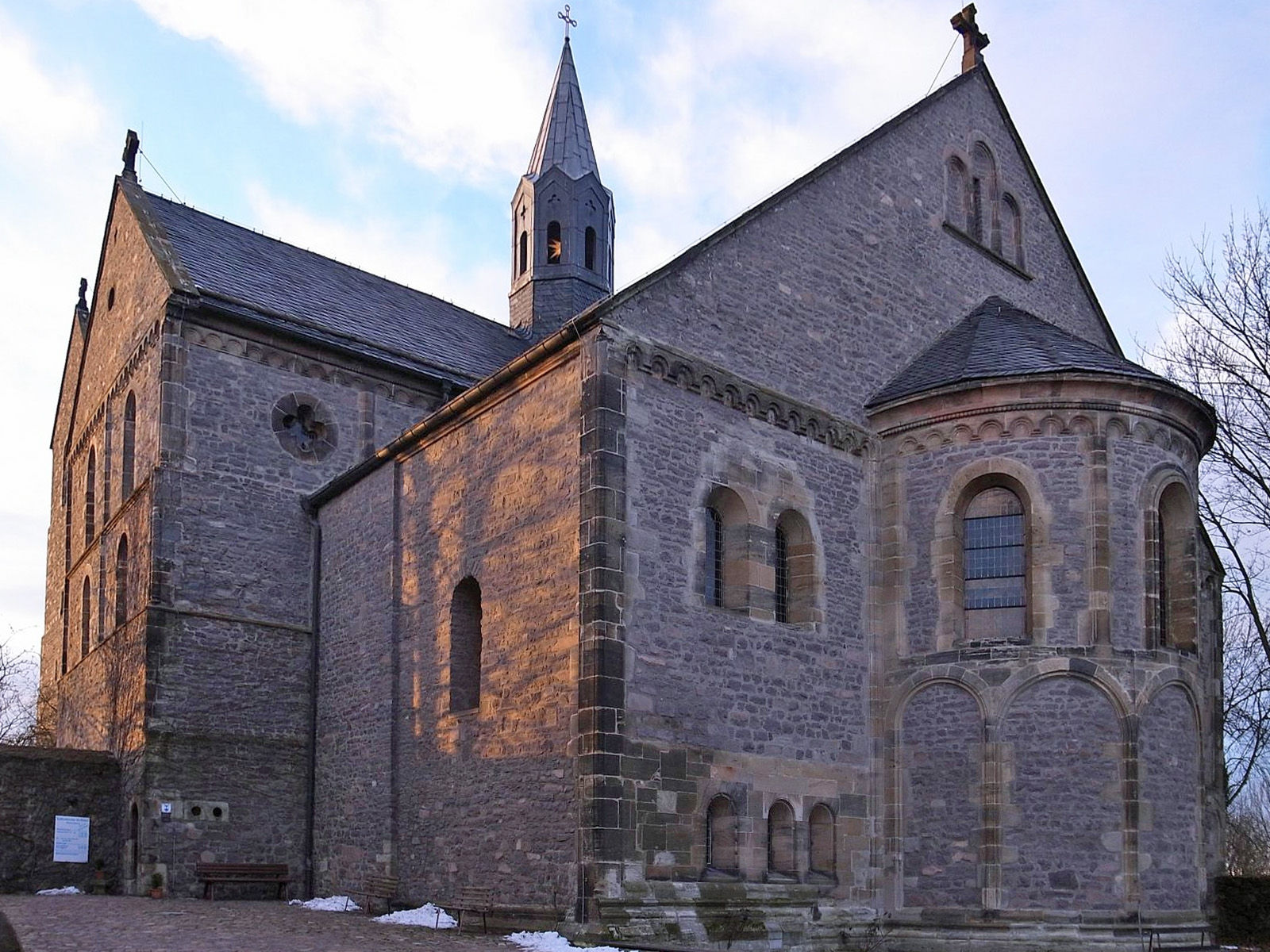
Монастырская церковь св. Петра
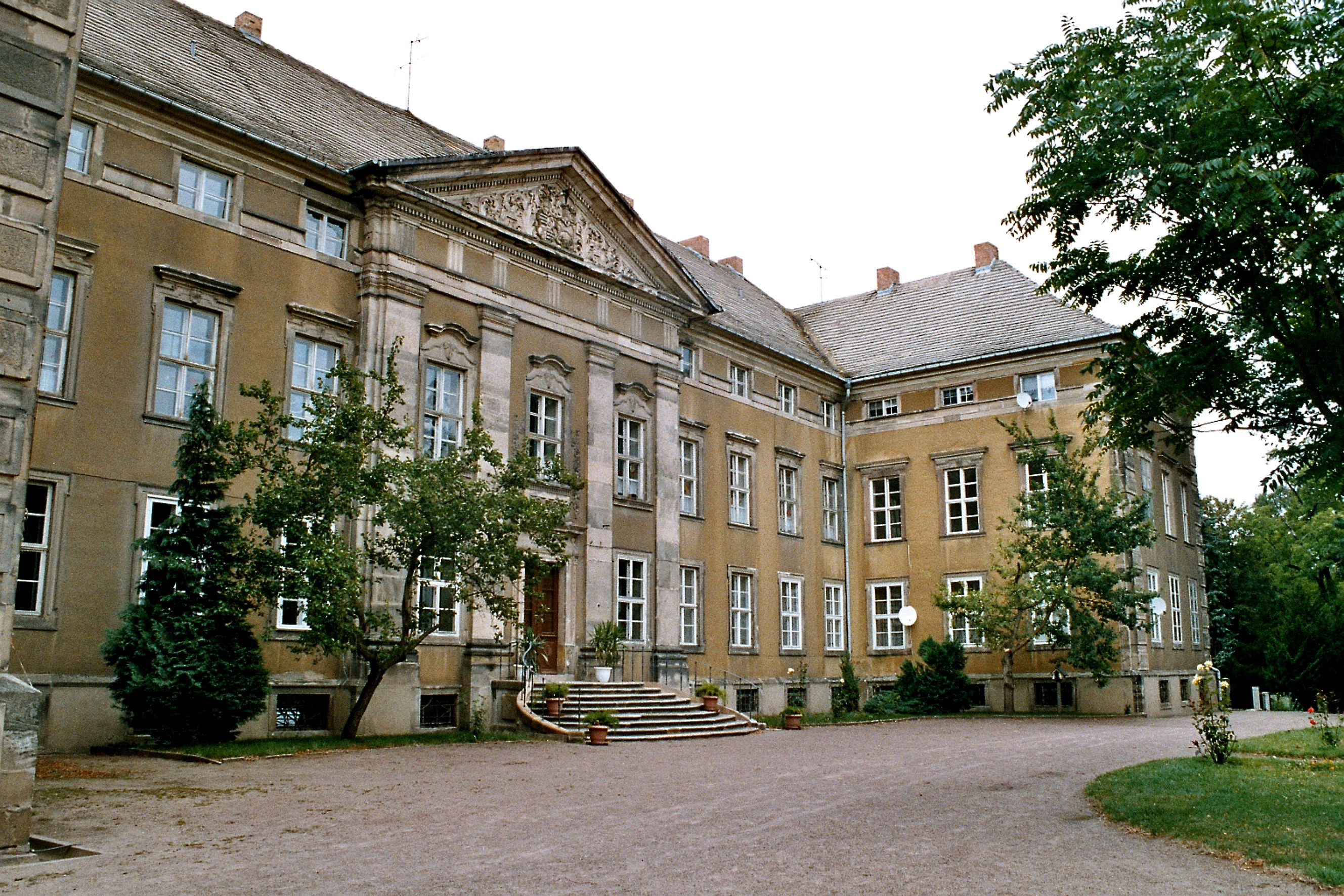
Дворец в Острау

## Население
| Год  | Численность | Численность |
| ---- | ----------- | ----------- |
| 2015 | 9677        |             |
| 2017 | 9605        | [ 1 ]       |
| 2019 | 9504        | [ 4 ]       |
| 2021 | 9332        | [ 5 ]       |
| 2022 | 9366        | [ 6 ]       |
| 2023 | 9267        | [ 2 ]       |